# Információs Társadalom (folyóirat)
Az Információs Társadalom című magyar folyóirat évente négyszer megjelenő szaktudományos közlöny az INFONIA Alapítvány kiadásában. A 2001-ben indult lap a mai, modern társadalom minden korosztálya felé közvetít friss, elérhető tudást az információs társadalom témakörében, reprezentatív külföldi kiadványokból, és egyre több magyar publikációt is bevonva. 
Hozzájárul az „information society studies” mint kibontakozó új tudományterület hazai recepciójához, és hozzásegíti a legjobb hazai szerzőket, hogy ezen a fórumon keresztül találjanak egymásra, illetve publikáljanak a külföldi laptársakban.

## Célközönség, célkitűzések
Olvasói elsősorban a társadalomelméleti műhelyek kutatói, a felsőoktatás szereplői (egyetemi-főiskolai oktatók, kutatók, diákok), a pedagógusok, politikusok és köztisztviselők, az informatika és az internetgazdaság véleményformálói és döntéshozói, akik készek követni az információs társadalom kérdéseiről folyó diskurzusokat, és érdeklődéssel tanulmányozzák a témában elkészült kutatások eredményeit.

## INFONIA Alapítvány
Az INFONIA az információs kultúra terjesztésére létrejött közhasznú alapítvány. Az Alapítvány 2001 óta a hazai információs társadalom kutatás egyik meghatározó szervezete. Alapvetően három részre osztható a tevékenysége: az információs társadalom számos területére kiterjedő alapkutatások, ismeretterjesztő (és oktató) tevékenység, illetve mentori tevékenység. Ismeretterjesztő tevékenysége fókuszában a könyv- és folyóirat-kiadás áll, mentori tevékenységének szervezete a Palesztra program, célcsoportja főként a szakdolgozatukra, vagy PhD kutatásukra készülő, információs társadalom tematikájú kutatási célokkal rendelkező junior kutatók.
Az Információs Társadalom című folyóirat mellett az Alapítvány gondozza a közel 30 számot megélt Kutatási Jelentés című lapot.

## Profil
A közlöny évente 4 alkalommal jelenik meg A/5-ös méretben, általában 100 oldalas terjedelemben, összevont számok esetében 200 oldalas terjedelemmel. 2012-től a lap elérhető online is. Minden lapszám a kezdetektől teljes terjedelmében, ingyen, regisztráció nélkül hozzáférhető és PDF formátumban letölthető.
Jelenleg a folyóiratot hárman szerkesztik: Csótó Mihály, Molnár Szilárd és Rab Árpád. Munkájukat szerkesztőbizottság (elnöke Nyíri Kristóf, tagjai Adam Tolnay, Alföldi István, Berényi Gábor, Demeter Tamás, Kolin Péter, Lajtha György, Mimi Larsson, Patrizia Bertini, Pintér Róbert, Prazsák Gergő, Székely Iván) segíti, ellenőrzi. A folyóiratot a Budapesti Műszaki Egyetemen működő kutatóintézet, a BME-ITTK (Információs Társadalom-és Trendkutató Központ) indította útjára. Kiadója az INFONIA (Információs Társadalomért, Információs Kultúráért) Alapítvány és a Gondolat Kiadó.

## Rovatok
A folyóirat állandó rovatai: 
- Klasszikusok – a rovat célja a nemzetközi szakirodalom kiemelkedő írásainak magyar nyelvű megosztása.
- Tanulmányok[5] – a rovat leginkább nagyobb ívű, az információs társadalom kutatásával foglalkozó hazai cikkeket tartalmaz.
- Kutatási jelentések[6] – a rovatban inkább gyakorlati fókuszú, recens, általában hazai kutatási eredmények kerülnek bemutatásra.

Az Olvasás közben a recenziók rovata, a Szemle  keretén belül pedig az adott negyedév tucatnyi kiemelkedő tudományos cikke kerül kiemelésre, ajánlásra. A Konferenciabeszámolók rovat értelemszerűen első kézből származó beszámolókat tartalmaz a témakör jelentős konferenciáiról. 
Az Infinit hírlevél rovata az INFINIT elektronikus hírlevél megszűnésével együtt az Információs Társadalom folyóiratban is megszűnt, addig az elektronikus hírlevél kiemelkedő cikkeit szemlézte.

## Szerkesztők
- 2001–2005: Z. Karvalics László
- 2005–2008: Pintér Róbert
- 2008–2011: Molnár Szilárd, Rab Árpád
- 2011 óta: Csótó Mihály, Molnár Szilárd, Rab Árpád

## Tematikus számok
- Evolúció 2002. II. évfolyam 3. szám
- Gazdaság 2003. III. évfolyam 1. szám
- Oktatás 2003. III. évfolyam 2. szám
- Internet 2004. IV. évfolyam 1. szám
- E-kormányzat 2004. IV. évfolyam 2. szám[10]
- Civil társadalom 2005. V. évfolyam 1. szám
- Privacy 2005. V. évfolyam 2. szám
- konferencia szám 2006. VI. évfolyam 2. szám
- Kutatás-fejlesztés-innováció 2006. VI. évfolyam 3. szám
- Konzervatizmus az internet korában 2006. VI. évfolyam 4. szám
- E-közigazgatás 2007. VII. évfolyam 1. szám
- Doktori kutatások 2007. VII. évfolyam 2. szám
- Csoporttudat vagy kollektív intelligencia? 2008. VIII. évfolyam 4. szám
- Művészet és Információs társadalom 2009. IX. évfolyam 1. szám
- Információs társadalom kutatás a Szegedi Tudományegyetemen 2012. XII. évfolyam 1. szám